# Ridderorden in Guinee
De Republiek Guinee heeft na de onafhankelijkheid van Frankrijk drie ridderorden ingesteld.
- De Nationale Orde (Frans: "Ordre National")
- De Nationale Orde van Verdienste (Frans: "Ordre National du Mérite") 1986
- De Orde van de Strijders voor Onafhankelijkheid (Frans: "Ordre des Compagnons de l'Independance") 1958